# Auf Achse
Auf Achse (німецька вимова: [aʊf ˈʔaksə], «на дорозі», буквально «на осі») — настільна гра на логістичну тематику, розроблена Вольфгангом Крамером і видана в 1987 році компанією F.X. Schmid. Гра отримала премію Spiel des Jahres 1987 року. У 1992 році вийшла дитяча версія, а 1994 року - спін-офф у вигляді карткової гри, схожої на руммі. У 2007 році Schmidt Spiele випустив оновлене видання.
У 1990 році в інтерв’ю Крамер зазначив, що, хоча гра мала комерційний успіх, «Auf Achse не є однією з моїх улюблених».

## Ігровий процес
Кожен гравець починає з фігуркою вантажівки, невеликим запасом готівки та трьома приватними контрактами на перевезення. У свій хід активний гравець кидає один кубик (два кубики у виданні 2007 року) і рухається дорожньою мережею. Точне потрапляння в місто дозволяє завантажити або розвантажити товари або, якщо місто не зайняте, розпочати аукціон за один із чотирьох публічних контрактів, які завжди виставлені. Аукціони проводяться з фіксованими кроками ставок, зазначеними на картці контракту; ініціатор виграє за рівних ставок. Вантажівки можуть тягнути причепи, що збільшує вантажопідйомність із шести до десяти або дванадцяти кубиків за рахунок грошей і маневреності. Потрапляння на трикутне поле активує картку події, яка може прискорити, сповільнити або змінити подорож (наприклад, снігові бурі, дорожні роботи, перевірки поліції). Гра закінчується, коли вичерпано запас публічних контрактів і гравець доставив свій останній вантаж. Перемагає найбагатший перевізник за сумою готівки.

## Цифрові адаптації
З 2007 року на німецькому порталі BrettspielWelt доступна онлайн-версія гри в реальному часі, яка точно відтворює правила. Наприкінці 2024 року на Google Play вийшов ліцензійний додаток для Android під назвою Auf Achse – Logistics Board Game. Також існує неофіційна модифікація для Tabletop Simulator, доступна через Steam Workshop.

## Спінофи та пов’язані ігри
- Auf Achse Junior (1992) — спрощена дитяча версія зі зменшеною мапою та без аукціонів.[6]
- Auf Achse – Карткова гра (1995) — карткова гра в стилі руммі, створена Крамером.[7]

## Нагороди
| Рік  | Нагорода                     | Результат                 |
| ---- | ---------------------------- | ------------------------- |
| 1987 | Spiel des Jahres (Німеччина) | Переможець                |
| 1988 | À la carte (карткова версія) | 18-е місце (Карткова гра) |

## Спадщина
До 30-річчя гри повідомлялося, що її продано близько одного мільйона примірників по всьому світу, і вона залишається у продажу в німецькому, данському та чеському виданнях. Сам Крамер назвав її «одним із моїх найнесподіваніших успіхів», зазначивши, що спочатку вважав гру легкою сімейною розвагою, а не ключовим проєктом.